# Joshua Tuaniga
Joshua Tuaniga (ur. 18 marca 1997 w Long Beach) – amerykański siatkarz, reprezentant kraju, grający na pozycji rozgrywającego.
Jego rodzina pochodzi z Samoa Amerykańskiego, które leży na Oceanie Spokojnym. Jego siostra Amelia również uprawia w siatkówkę, gra jako rozgrywająca. Brat Gustiano zakończył grę w siatkówkę na Uniwersytecie Hawajskim. Jeszcze ma 2 braci Jonah i Jake'a, który od urodzenia ma problemy ze wzrokiem. W trakcie gry dla Indykpolu AZS Olsztyn w latach 2022-2024 w Olsztynie poślubił swoją narzeczoną i urodził mu się syn.
20 stycznia 2023 Joshua doznał poważnej kontuzji podczas meczu 21. kolejki PlusLigi 2022/2023 z drużyną BBTS w Bielsku-Białej. W drugim secie Tuaniga upadł na boisko, wykręcając łokieć. Medycy znajdujący się w hali udzielili Amerykaninowi pierwszej pomocy, a następnie rozgrywający został przewieziony do szpitala. W oficjalnym komunikacie klubu poinformowano, że zawodnik nie pojawi się na boisku do końca sezonu.

## Sukcesy klubowe
Mistrzostwa NCAA:
- 2018, 2019[10]
- 2016, 2017

Mistrzostwa Big West Conference:
- 2018, 2019

## Sukcesy reprezentacyjne
Mistrzostwa Ameryki Północnej, Środkowej i Karaibów Kadetów:
- 2014

Mistrzostwa Ameryki Północnej, Środkowej i Karaibów Juniorów:
- 2016

Puchar Świata:
- 2019

Liga Narodów:
- 2022[11], 2023[12]

## Nagrody indywidualne
- 2014: Najlepszy zagrywający Mistrzostw Ameryki Północnej, Środkowej i Karaibów Kadetów
- 2016: MVP i najlepszy rozgrywający Mistrzostw Ameryki Północnej, Środkowej i Karaibów Juniorów
- 2018: MVP Mistrzostw NCAA
- 2019: Najlepszy rozgrywający Mistrzostw NCAA

## Statystyki zawodnika

### PlusLiga 2019-2023[13]
Stan na dzień 23.01.2023
| Klub                 | Sezon     | Mecze | Sety | Punkty | Punkty | Punkty | Punkty | Najlepszy zawodnik meczu (MVP) |
| Klub                 | Sezon     | Mecze | Sety | Atak   | Serwis | Blok   | Razem  | Najlepszy zawodnik meczu (MVP) |
| -------------------- | --------- | ----- | ---- | ------ | ------ | ------ | ------ | ------------------------------ |
| Ślepsk Malow Suwałki | 2019/2020 | 23    | 73   | 29     | 10     | 8      | 47     | 2                              |
| Ślepsk Malow Suwałki | 2020/2021 | 28    | 104  | 39     | 15     | 12     | 66     | 3                              |
| Ślepsk Malow Suwałki | 2021/2022 | 26    | 96   | 31     | 8      | 8      | 47     | 0                              |
| Ślepsk Malow Suwałki | Razem     | 77    | 273  | 99     | 33     | 28     | 160    | 5                              |
| Indykpol AZS Olsztyn | 2022/2023 | 21    | 78   | 22     | 8      | 8      | 38     | 0                              |
| Razem                | Razem     | 98    | 351  | 121    | 41     | 36     | 198    | 5                              |